# Рибницька сільська рада
| Рибницька сільська рада — орган місцевого самоврядування у Дрогобицькому районі Львівської області з адміністративним центром у с. Рибник. Історична дата утворення: в 1995 році. Водоймища на території, підпорядкованій даній раді: річка Стрий. Сільській раді підпорядковані населені пункти: - с. Рибник - с. Майдан |

## Склад ради
Рада складається з 14 депутатів та голови.

### Керівний склад ради
| ПІБ                        | Основні відомості                                                                    | Дата обрання | Дата звільнення |
| -------------------------- | ------------------------------------------------------------------------------------ | ------------ | --------------- |
| Губич Микола Любомирович   | Сільський голова, 1960 року народження, освіта, безпартійний                         | 26.03.2006   | 31.10.2010      |
| Губич Марія Михайлівна     | Сільський голова, 1963 року народження, освіта вища, Політична партія 'Наша Україна' | 31.10.2010   | 22.01.2012      |
| Паращак Ярослав Григорович | Сільський голова, 1980 року народження, освіта середня загальна, безпартійний        | 22.01.2012   |                 |

Примітка: таблиця складена за даними джерела